# N17 (Togo)
Die N17 ist eine Fernstraße in Togo, die in Sokodé an der Ausfahrt der N1 beginnt und über Bassar nach Sansanné-Mango führt, wo sie sich wieder in die N1 eingliedert. Sie ist 188 Kilometer lang.